# Willi Hennig Society
Die Willi Hennig Society wurde 1980 „mit dem Ziel gegründet, das Gebiet der phylogenetischen Systematik zu fördern“. Die Gesellschaft ist nach Willi Hennig benannt, einem deutschen systematischen Entomologen, der in den 1940er und 1950er Jahren die modernen Methoden und den philosophischen Ansatz der Systematik entwickelte. Eine weitere Hauptaufgabe ist die Rekonstruktion des Tree of Life. Stefan Richter von der Universität Rostock war von 2022 bis 2024 Präsident dieser Gesellschaft, wobei er die Nachfolge der Entomologin Christiane Weirauch übernahm, die das Amt von 2020 bis 2022 ausübte. Von 2024 bis 2026 ist der argentinische Paläontologe Diego Pol Präsident.

## Geschichte
Die Gründung der Willi Hennig Society ist das Resultat einer philosophischen Spaltung innerhalb der systematischen Biologen in den späten 1970er Jahren. Eine Debatte führte zur Trennung zwischen Phänetikern, welche für statistische oder numerische Methoden zur Gruppierung von Taxa basierend auf ihrer allgemeinen Ähnlichkeit argumentierten, und systematischen Biologen, die einen streng kladistischen Ansatz in der Taxonomie verfolgten und Gruppierungen ausschließlich anhand gemeinsamer abgeleiteter Merkmale vornahmen. Die finalen Differenzen kamen im Oktober 1979 während der 13. jährlichen Konferenz über numerische Taxonomie am Museum of Comparative Zoology (MCZ) der Harvard University zum Ausdruck.
Zwölf Monate später fand auf Einladung von Edward O. Wiley und Gründungspräsident James S. Farris die offizielle Gründungsveranstaltung in der University of Kansas statt, an der 78 Systematiker aus Großbritannien, Schweden, Kanada und den Vereinigten Staaten teilnahmen. Die Mitgliederzahl verdoppelte sich bis zum zweiten Treffen auf über 150.

## Hintergrund
Die Willi Hennig Society befasst sich in erster Linie mit Projekten zur Erforschung und Klassifizierung der biologischen Vielfalt unter Anwendung der Methoden und der Philosophie, die Willi Hennig ursprünglich in seinem Buch Phylogenetic Systematics dargelegt hatte. 1994 schloss sich die Gesellschaft mit der Society of Systematic Biologists und der American Society of Plant Taxonomists zusammen, um die Systematics Agenda 2000 zu organisieren, die sich folgende Ziele gesetzt hat:
- Aufgabe 1: Dokumentation des ausgestorbenen und gegenwärtigen Lebens auf der Erde.
- Aufgabe 2: Analyse und Synthese der aus diesen globalen Bemühungen gewonnenen Informationen zu einer Geschichte des Lebens und einem prognostizierten Klassifikationssystem.
- Aufgabe 3: Verständnis der evolutionären Mechanismen, die den Ursprung, die Erhaltung und den Verlust der Artenvielfalt erklären.
- Aufgabe 4: Vermittlung und Anwendung dieses Wissens in Wissenschaft und Gesellschaft.[10]

Die Willi Hennig Society gibt die Peer-revieweded Fachzeitschrift Cladistics heraus, deren aktueller Chefredakteur der Biologe Rudolf Meier vom Museum für Naturkunde (Berlin) ist.